# Flyg-Bom
Flyg-Bom är en svensk komedifilm från 1952 i regi av Lars-Eric Kjellgren.

## Om filmen
Filmen hade svensk premiär 22 december 1952. Stockholmspremiär annandag jul samma år på biografen Palladium i Stockholm. Den är Nils Poppes fjärde Fabian Bom-film. Filmen är inspelad bland annat på F 18 Tullinge och F 8 Barkarby.
Nils Poppe spelar dubbelrollen som Fabian Bom och pappa Bom; det finns scener i filmen där de båda medverkar i bild samtidigt.

## Rollista
- Nils Poppe - balettmästare Fabian Bom/pappa Bom, f.d. husar, Fabians far
- Elisaveta - Lisa Larsson Röök, mannekäng av samiskt ursprung
- Yvonne Lombard - Saga Saxholm, balettelev hos Fabian och flyglotta
- Gerd Andersson - Anita Berg, balettelev hos Fabian
- Gunnar Björnstrand - Niklas Slevbrink, furir vid flygvapnet, Sagas kavaljer
- John Botvid - Jonte Larsson Röök, same, Lisas farfar
- Arne Källerud - värnpliktig flygsoldat
- Hjördis Petterson - fru Wikman, modeateljéägarinna
- Inga Landgré - Matilda, pappa Boms ungdomskärlek
- Else Fisher - Amanda, balettdansös, pappa Boms maka
- Margit Andelius - fröken Psilander, pianist på Fabians balettskola
- Sven Magnusson - Stickan, värnpliktig flygsoldat
- Nils Eklund - Molnet, värnpliktig flygsoldat
- Arne Lindblad - Jean-Jacques Pampouche, impressario för nakenbalett i Monte Carlo
- Ragnar Klange - Grankvist, Fabians husvärd
- Kenneth Petersen - balettdansör, elev hos Fabian, Anitas partner
- Gustaf Hedberg - major på flottiljen
- Ulf Johanson - kapten på flottiljen
- Birger Åsander - korpral Svensson, Matildas man
- Tom Dan-Bergman - flygare
- Nils Hallberg - flygare på mannekänguppvisningen
- Josua Bengtson - ölgubbe
- Birger Sahlberg -  ölgubbe
- Hugo Bolander -  prästen i fallskärm
- Ludde Juberg - prästen som viger pappa Bom och Amanda
- Ulla Norgren -  flickan med puderdosan på dansen
- Karl-Axel Forssberg - postexpeditör
- Olof Krook - ölgubbe
- Uno Larsson - ölgubbe
- Helge Sjöquist - ölgubbe
- Sten Lonnert - värnpliktig flygsoldat
- Olle Teimert - värnpliktig flygsoldat
- Kerstin "Kiki" Bratt - mannekäng i modeateljéns omklädningsrum
- Anita Rosén - mannekäng i modeateljéns omklädningsrum
- Margit Sjödin - mannekäng i modeateljéns omklädningsrum
- Berit Thul - mannekäng i modeateljéns omklädningsrum
- Birgitta Böhm - balettelev
- Birgit Norlindh - balettelev
- Lena Malmsjö - balettelev
- Sven Ericsson - den långe mannen som vill anmäla sig som balettelev
- Wilma Malmlöf - postexpeditör
- Lily Berglund - refrängsångerskan
- Alice Timander - mannekäng som visar underkläder på modeateljén
- Fredrik Larsson - balettelev
- Rune Lindkvist - en ung kyssande man på gården
- Inger-Marianne Klagström - en ung kyssande kvinna på gården
- Per Appelberg - värnpliktig flygsoldat
- Sven Berghall - värnpliktig flygsoldat
- Max Lundek - värnpliktig flygsoldat
- Hans Nilsson - värnpliktig flygsoldat
- Bengt Thörnhammar - värnpliktig flygsoldat på dansen
- Gunnar Hammar - värnpliktig flygsoldat
- Ernst Brunman - ölgubbe (bortklippt)
- Anna-Lisa Fröberg - en dam (bortklippt)
- Mary Gräber - dam på Wikmans modeateljé (bortklippt)
- Mario Mengarelli - dansör (bortklippt)

## Musik i filmen
- Nötknäpparen. Flöjternas dans, kompositör Pjotr Tjajkovskij, instrumental, dans Nils Poppe
- Den glade flygsoldaten, kompositör Jules Sylvain, text Gardar, sång och dans Nils Poppe
- Små grodorna, sång Nils Poppe
- Nu går vind över fjäll, kompositör Jules Sylvain, text Gardar
- Alte Kameraden, kompositör Carl Teike, instrumental, dans Nils Poppe
- Jag är galen i Matilda, kompositör Jules Sylvain, text Gardar, sång Nils Poppe, dans Nils Poppe, Ragnar Klange och Arne Lindblad
- An der schönen blauen Donau, op. 314, kompositör Johann Strauss d.y., instrumental, dans Nils Poppe och Margit Andelius
- Bundle of Love (Jag samlar hjärtan), kompositör och engelsk text Sammy Skylar, svensk text Eric Nyholm, sång Lily Berglund
- If (Om), kompositör Tolchard Evans, engelsk text Robert Hargreaves och Stanley J. Damerell, sång Lily Berglund
- Boogie-woogie (Eckert-Lundin), kompositör Eskil Eckert-Lundin, instrumental, dans Nils Poppe Yvonne Lombard och Elisaveta Kjellgren
- La cumparsita, kompositör Gerardo Matos Rodríguez, text Pascual Contursi, framförs nynnande av Lily Berglund
- Dans under stjärnorna, kompositör Jules Sylvain, text Gardar, sång Lily Berglund
- Autumn Breezes, kompositör Norman Demuth, instrumental.
- Du gamla, du fria, text Richard Dybeck, instrumental
- Oj oj oj oja, kompositör Jules Sylvain, text Gardar, sång och dans Nils Poppe och Elisaveta Kjellgren
- Blues (Jacobsen), kompositör Julius Jacobsen, instrumental, dans Elisaveta Kjellgren
- Liebestraum, piano, nr 3, op. 62 (O lieb, so lang du lieben kannst), kompositör Franz Liszt, instrumental, dans Gerd Andersson och Kenneth Petersen
- Ein Sommernachtstraum. Hochzeitmarsch (En midsommarnattsdröm. Bröllopsmarsch), kompositör Felix Mendelssohn-Bartholdy, instrumental.

## DVD
- Filmen gavs ut på DVD 2016.